# Challenger de Buenos Aires 2013
El torneo Challenger de Buenos Aires 2013 fue un torneo de tenis profesional que se jugó en pistas de tierra batida. Se trató de la 4ª edición del torneo que forma parte del ATP Challenger Tour 2013. Tuvo lugar en Buenos Aires, Argentina entre el 21 y el 27 de octubre.

## Jugadores participantes del cuadro de individuales

### Cabezas de serie
| Favorito | País                 | Jugador                | Ranking1 | Posición en el torneo |
| -------- | -------------------- | ---------------------- | -------- | --------------------- |
| 1        | Bandera de Argentina | Guido Pella            | 93       | Segunda ronda         |
| 2        | Bandera de Argentina | Diego Schwartzman      | 107      | Primera ronda         |
| 3        | Bandera de Colombia  | Alejandro González     | 111      | Segunda ronda         |
| 4        | Bandera de Brasil    | Thomaz Bellucci        | 119      | Primera ronda         |
| 5        | Bandera de Portugal  | Gastão Elias           | 125      | Primera ronda         |
| 6        | Bandera de Brasil    | Rogério Dutra da Silva | 127      | Segunda ronda         |
| 7        | Bandera de España    | Pere Riba              | 133      | Primera ronda         |
| 8        | Bandera de Brasil    | João Souza             | 134      | Primera ronda         |

- 1 Se ha tomado en cuenta el ranking del 14 de octubre de 2013.

### Otros participantes
Los siguientes jugadores ingresaron al cuadro principal invitados por la organización del torneo (WC):
- Pedro Cachin
- Pablo Cuevas
- Andrés Molteni
- Eduardo Schwank

Los siguientes jugadores ingresaron al cuadro principal tras participar en la fase clasificatoria (Q):
- Andrea Collarini
- Federico Coria
- Gabriel Hidalgo
- Pedro Sousa

## Campeones

### Individuales
- Pablo Cuevas derrotó en la final a  Facundo Argüello 7-66, 2-6, 6-4

### Dobles Masculino
- Máximo González /  Diego Schwartzman derrotaron en la final a  Rogério Dutra da Silva /  André Ghem 6-3, 7-5